# Apácalepke
Az apácalepke (Lymantria monacha) a rovarok (Insecta) osztályának lepkék (Lepidoptera) rendjébe, ezen belül az Erebidae családjába tartozó faj.

## Előfordulása
Az apácalepke Európa és Ázsia mérsékelt övi területein honos. Északon eléri Svédország középső és Finnország déli részét. Gyakorisága igen különböző. Egyes években csak mérsékelt mennyiségben jelenik meg, máskor tömegesen elszaporodik.

## Megjelenése

♀
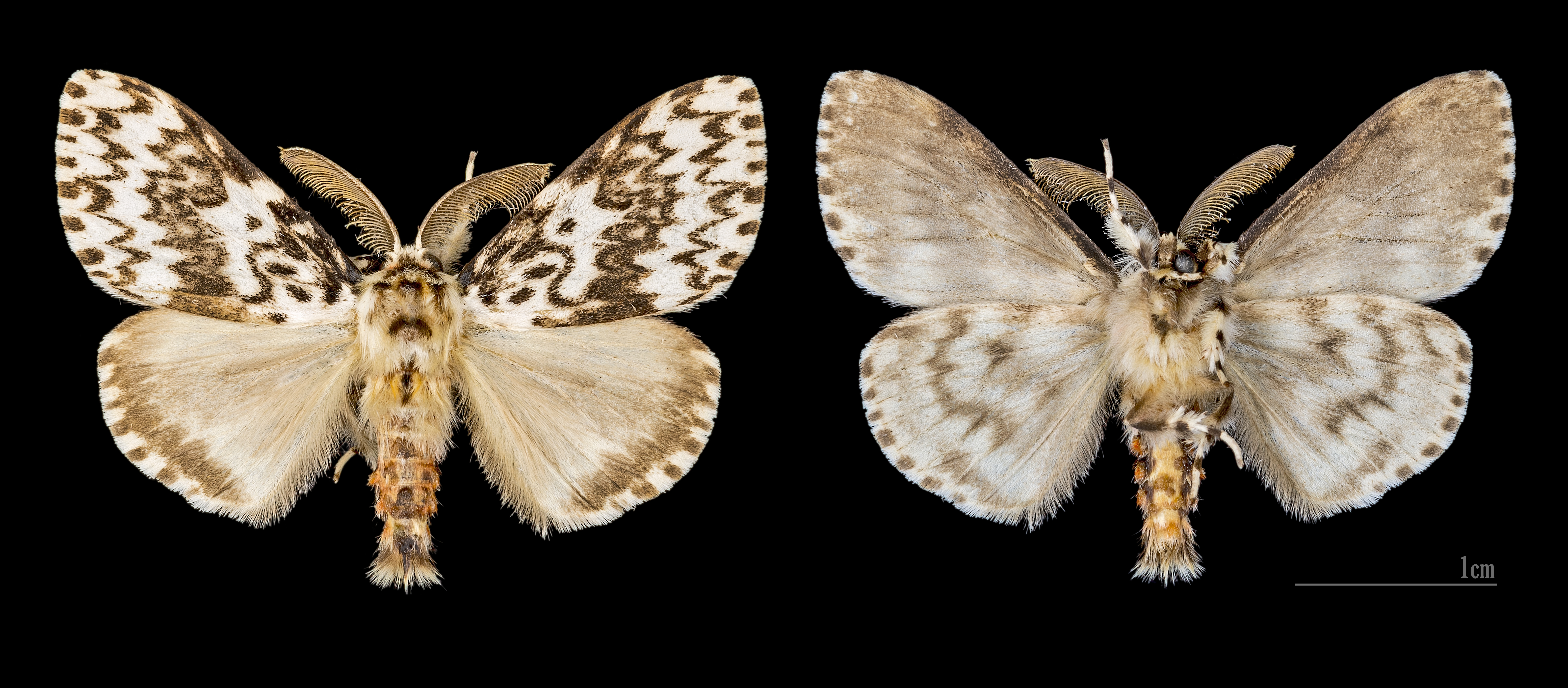
♂

Ennek a lepkének az elülső szárnya 1,8–2,6 centiméter hosszú. A hím a nősténynél jelentékenyen kisebb. Az elülső szárny alapszíne fehér vagy halványszürke, vastag, zegzugos, fekete vagy sötét barnásszürke szalagokkal és pontokkal. Olykor részben vagy egészen fekete alakok is fellépnek. Tömeges elszaporodás esetén arányuk az 50%-ot elérheti. A hátulsó szárny vörhenyes színű, fekete szegélypontokkal. A potroh néhány utolsó szelvénye rózsaszínű.

## Életmódja
Az apácalepke a sűrű lucosokat és az erdeifenyveseket kedveli. Itt igen kártékony. Elegyes erdőkben, főleg bükkösökben is előfordul, ezekben eddig csak kisebb károkat okozott. A lepkék július közepétől láthatók.